# Marta Tomac
Marta Tomac (ur. 29 września 1990 w Trondheim) – norweska piłkarka ręczna, reprezentantka kraju, grająca na pozycji środkowej rozgrywającej. Obecnie występuje we norweskiej drużynie Vipers Kristiansand.
W drużynie narodowej zadebiutowała 26 listopada 2015 roku w meczu przeciwko reprezentacji Rosji.

## Osiągnięcia reprezentacyjne
- Mistrzostwa Świata:
  -  2015
- Mistrzostwa Europy:
  -  2016, 2020